# 郷愁 (八田英士のアルバム)
『郷愁』は、1974年に発売された、八田英士の1枚目のカバーアルバムである。（トータルは4枚目である。）

## 概要
- 歌詞カードには、作詞家・白井章生によるポエム「郷愁」が寄せられた。
- ジャニーズ 在籍時代、最後のアルバムとなった。
- 2022年3月時点、未CD 化。

## 収録曲
- A面

1. 星のフラメンコ
2. 恋祭り
3. 上を向いて歩こう
4. 遠くへ行きたい
5. 見上げてごらん夜の星を
6. 学生時代

- B面

1. 夕陽が泣いている
2. 夜明けのうた
3. 時には母のない子のように
4. 今は幸せかい
5. ブルー・シャトー
6. エメラルドの伝説